# 스즈키 쓰바사
스즈키 쓰바사(일본어: 鈴木 翼, 1994년 4월 26일 ~ )는 일본의 전 축구 선수이다.

## 구단 경력
과거 몬테디오 야마가타에서 활동하였다.